# Edward Villiers (1. hrabia Jersey)
Edward Villiers, 1. hrabia Jersey (ur. ok. 1656, zm. 25 sierpnia 1711) – brytyjski polityk, syn Sir Edwarda Villiersa (1620-1689), wicehrabia Villiers od 1691 i hrabia Jersey od 1697 roku.
Jego dziadek Sir Edward Villiers (c. 1585-1626), był mistrzem mennicy królewskiej i bratem przyrodnim  George'a Villiersa, 1. księcia Buckingham i  Christophera Villiersa, 1. hrabiego Anglesey. Siostra Edwarda, Elizabeth Villiers, była faworytą Wilhelma III i późniejszą hrabiną Orkney. 
Studiował w St John’s College na Uniwersytecie Cambridge . Edward Villiers był wielkim koniuszym królowej Marii II Stuart, żony Wilhelma III, a potem lordem kanclerzem za panowania Wilhelma III (1689-1702) i królowej Anny (1702-1714).
W roku 1696 reprezentował Anglię na kongresie w Ryswick; będąc wówczas ambasadorem w Hadze. Po uzyskaniu tytułu hrabiego Jersey (1697) został ambasadorem w Paryżu.  
Od 14 maja 1699 do 27 czerwca 1700 sekretarz stanu południowego departamentu. Trzykrotnie jeden z głównych sędziów w kraju (Lords Justices of England). W roku 1704 królowa Anna Stuart zdymisjonowała go, dlatego zaczął się angażować w plany jakobickie.